# Орино
Орино (итал. Orino) — коммуна в Италии, располагается в провинции Варесе области Ломбардия.
Население составляет 779 человек (2008 г.), плотность населения составляет 260 чел./км². Занимает площадь 3 км². Почтовый индекс — 21030. Телефонный код — 0332.
Покровителем коммуны почитается святой Лаврентий, празднование 10 августа.

## Демография
Динамика населения:

## Администрация коммуны
- Официальный сайт: http://www.orino.info